# NGC 3068
NGC 3068 est une galaxie lenticulaire située dans la constellation du Lion. NGC 3068 a été découverte par l'astronome germano-britannique William Herschel en 1785.

## Description
Sa vitesse par rapport au fond diffus cosmologique est de 6 693 ± 34 km/s, ce qui correspond à une distance de Hubble de 98,7 ± 6,9 Mpc (∼322 millions d'al).
En compagnie de la galaxie PGC 87670, NGC 3068 figure dans l'atlas des galaxies particulières de Halton Arp sous la cote Arp 174. Ces deux galaxies sont en forte interaction gravitationnelle, comme le montre la présence de queues étroites sur l'image de l'étude SDSS.
En raison d'une brillance de surface égale à 14,29 mag/am2, on peut qualifier NGC 3068 de galaxie à faible brillance de surface (LSB en anglais pour low surface brightness). Les galaxies LSB sont des galaxies diffuses (D) avec une brillance de surface inférieure de moins d'une magnitude à celle du ciel nocturne ambiant.